# Aeroport de La Güera
L'aeroport de La Güera va ser una estructura que estava situada al costat de la Güera, al territori disputat del Sàhara Occidental que el Marroc reclama com a propi.
Les restes abandonades d'una pista de sorra en direcció nord-sud de 1.506 metres (4.941 peus) a l'est de la Güera són visibles en imatges històriques de serveis com Google Earth en 2005, però són indistingibles en imatges de satèl·lit actuals.